# 제임스 터렐
제임스 터렐(James Turrell, 1943년  ~)은 미국 국적의 예술가이다. 빛과 우주를 주제로 한 미술 작품으로 유명한 터렐은 1984년 맥아더 펠로우 프로그램을 수상한 바 있다. 미국 애리조나주 플래그 스태프 외곽에 위치한 로덴 크레이터는 터렐의 진행중인 작품으로, 대중에게 가장 널리 알려져 있다.